# Regiunea Diffa
Diffa este o regiune (entitate administrativă de gradul I) din Niger. Este localizată în partea sud-estică a statului și se întinde între meridianele de 10° 30’ și 15° 35’ longitudine estică și 13° 04’ și 18° 00’ latitudine nordică. Are o suprafață de 156 906 km², și se învecinează la nord cu regiunea Agadez, regiunea Zinder la vest iar la sud și est cu Nigeria și Ciad.

## Regiuni învecinate din statele limitrofe
- Departamentul Bourkou-Ennedi-Tibesti, Ciad - nord-est
- Departamentul Kanem, Ciad - est
- Departamentul Lac, Ciad - sud-est
- Statul Borno, Nigeria - sud
- Statul Yobe, Nigeria - sud-vest

## Subziviziuni
Regiunea Diffa este scindată într-un număr de 3 departamente:

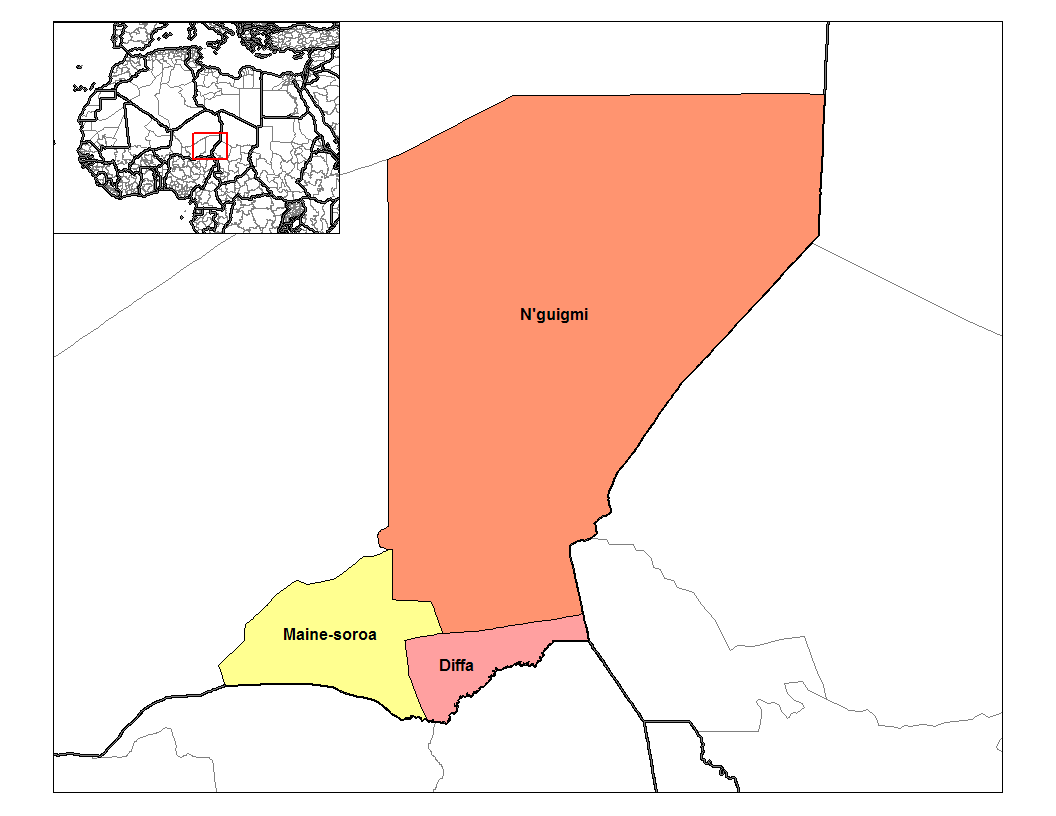
Harta departamentelor regiunii

- Departamentul Diffa
- Departamentul Maïne-Soroa
- Departamentul  N'guigmi